# ادنت
ادنت (به آلمانی: Adnet) یک سکونتگاه مسکونی در اتریش است که در Hallein District واقع شده‌است.

## خصوصیات
ادنت ۳۰٫۰ کیلومترمربع مساحت دارد ۴۸۴ متر بالاتر از سطح دریا واقع شده‌است.